# Пол Маккартни
Сър Джеймс-Пол Маккартни (на английски: Sir James Paul McCartney) е музикант, певец и автор на текстове, роден в Ливърпул.
Маккартни придобива международна слава като един от членовете на популярната рок-формация Бийтълс. Той е басист, текстописец и основен композитор в групата, заедно с Джон Ленън, въпреки че за някои песни Маккартни има пълна заслуга (например Вчера (Yesterday)). Тандема между двамата ражда над 50 хита. След разпадането на Бийтълс Маккартни продължава музикалното си развитие с успешна солова кариера и като водач на бандата Уингс. Записан е в книгата на рекордите на Гинес като най-успелия композитор в историята на популярната музика.
Маккартни влиза в Куоримен – скифъл група основана от Джон Ленън, през 1957 г. Тогава двамата започват съвместната си работа над самостоятелни композиции. В 1960 г. съставът им се преобразува в Бийтълс и две години по-късно записват първите си песни. Тогава тандема Ленън/Макартни започва непрекъснатата поредица от хитове, превръщайки групата си в международна знаменитост. В началото повечето композиции на Бийтълс са мелодични, залагайки на любовни теми, много от които Пол Маккартни посвещава на тогавашната си приятелка Джейн Ешър. В средата на 60-те групата променя стила си: текстовете стават по-социално ангажирани, а авторския дует експериментира с различни жанрове на популярната и класическа музика. Малко след разпадането на Бийтълс, Маккартни се жени за американската фотографка Линда Истман и издава първия си самостоятелен албум. В началото на 70-те създава групата Уингс, в която участват съпругата му и бившият китарист на Муди Блус – Дани Лейн. Маккартни продължава да създава хитове както с групата си, така и самостоятелно. Прави различни дуети с популярни по това време поп изпълнители, както се ангажира по-дълбоко със социални теми. През 1997 г. получава рицарско звание, а през 2001 г. става първият музикант, чието състояние минава един милиард щатски долара.
Маккартни е активист за правата на животните и вегетарианството.
16-кратният притежател на „Грами“ издава два концертни диска – „Good Evening New York City“ (2009) и „Live in Los Angeles“ (2010), както и албум в жанра оркестрова класика – музика за едноименния балет „Ocean`s Kingdom“ (2011) и отличената с Грами „Kisses on the Bottom“ (2012), в която влизат творби на известни джаз музиканти от 20-те и 30-те години на XX век.
В средата на октомври 2013 г. Пол Маккартни издава и диска, наречен просто „Нов“ („New“). Това е 16-ият студиен проект в соловата кариера на Пол Макартни и първият за последните шест години албум с нови песни. Песните от „Новия“ албум са създадени под въздействието на сравнително неотдавнашни събития в живота на Пол, като например женитбата му (трета в живота му) с американката Нанси Шевъл в комбинация със спомени от ранните му години – още преди ерата Бийтълс. Албумът съдържа 12 песни и по него Макартни е работил с продуцента на Адел (Adele) – Пол Епуорт (Paul Epworth) и този на Kings of Leon – Итън Джоунс (Ethan Johns).

## Биография

### Ранни години
Джеймс-Пол Маккартни е роден на 18 юни 1942 г. в едно частно отделение на болницата Уолтън в Ливърпул, Англия. Той е първото дете на Джим и Мери-Патриша Маккартни, от ирландски произход. Една година преди майка му да се ожени работи като акушерка в същата болница. Джим Маккартни от ранна възраст започва да продава памук, но след раждането на Пол семейството се премества в нов квартал и той става временен инспектор, който отговаря за боклукчиите по улиците. Новата работа обаче носи малко доходи и Патриша се връща в Уолтън да акушерства до раждането на втория ѝ син Майкъл Маккартни.
Пол отначало учи в началното училището Стоктън Ууд, което изкарва лесно. Постъпва в Ливърпулският институт – най-известното средно училище в града. След две години там постъпва и Майкъл. Пол е добър и прилежен ученик, който дори получава награди.
През 1956 г. семейство Маккартни се преместват в нова къща в квартала Алертън, където Джон Ленън живее с леля си. Двете момчета обаче никога не се срещат през детството си. По това време Патриша почва да страда от болки в гърдите. Те постепенно се засилват и е установена диагноза рак. Операцията е несполучлива и на 31 октомври 1956 г. Мери-Патриша Маккартни умира на 45-годишна възраст. Смъртта ѝ е шок за двамата осиротели сина.
След първата година в Ливърпулският институт Пол губи интерес към учението. На 14-годишна възраст обаче момчето изведнъж поисква китара. Преди това Пол не е проявявал особен интерес към музиката. Баща му се съгласява и купува китара за 15 лири. От начало Пол не може да изсвири нищо, докато не установява че е левичар. След време китарата става постоянен спътник в живота му. Пол научава това, което чуе от радиото и започва да се облича като „теди бойс“ – суб-култура от криминално проявени млади момчето, популярна в Англия през 50-те, асоциираща се често с „рокендрол“ музиката.
На 6 юли 1957 година петнадесетгодишният Маккартни се запознава с Джон Ленън и неговата група „Куоримен“, които свирят на забава в ливърпулското предградие Ултън. Те изпълняват смесица от рокендрол и скифъл, популярен по това време жанр съчетаващ поп музика с джаз, блус и фолк влияния. Малко по-късно членовете на групата го канят да се включи като ритъм китарист и той започва да си сътрудничи активно с Ленън. През 1958 година водещ китарист става Джордж Харисън, последван през 1960 година от приятеля на Ленън от училището му по изкуство Стюарт Сътклиф на баса. До май 1960 година групата изпробва няколко имена, сред които Johnny and the Moondogs, Beatals и the Silver Beetles. Те приемат името „Бийтълс“ (the Beatles) през август 1960 година, когато приемат в групата и барабаниста Пит Бест точно преди да договорят ангажимент в Хамбург.